# Карафа, Лелио
Лелио Карафа (итал. Lelio Carafa; ум. 23 декабря 1761, Неаполь), маркиз д'Арьенцо — испанский и неаполитанский генерал.

## Биография
Третий сын Марцио Доменико Карафы (1645—1703), 7-го герцога ди Маддалони, и Эмилии Карафы (1653—1702).
Унаследовал маркизат Арьенцо после смерти своего брата Диомедо.
В начале войны за Испанское наследство семья Карафа ди Маддалони приняла сторону Бурбонов; после завоевания Неаполитанского королевства австрийцами в 1707 году Лелио, как и другие сторонники Филиппа V, отправился в Испанию. В отличие от своего старшего брата Карло, герцога Маддалони, признавшего королём Карла Габсбурга, Лелио остался верен Филиппу. Был тяжело ранен в битве при Валенце (1707), сражался при Альмансе и Вильявисьосе.
В награду за службу король передал ему майорат, которым герцоги Маддалони владели в Кастилии, и доход от которого в то время составлял около 99 000 дукатов. Со своей стороны, Карл Австрийский приостановил в 1709 году выплату пенсиона в размере 6000 дукатов, который Лелио получал от своего брата. 16 марта 1719 был пожалован в рыцари ордена Золотого руна. Дворянин Палаты короля, в 1734 году был возведен в достоинство гранда Испании 1-го класса.
Он вернулся в Италию вместе с инфантом доном Карлосом, в должности капитана роты конных телохранителей, на которую был назначен в соответствии с пожеланием Елизаветы Фарнезе. До октября 1735 он руководил неаполитанскими публичными театрами, в 1737 году был произведен в генерал-лейтенанты, а в следующем году Карл III назначил маркиза великим протонотарием королевства, сохранявшую лишь почётное значение, поскольку семь великих чинов короны давно лишены своих древних функций.
Вместе с королём в 1744 году принял участие в битве при Веллетри. Отправившись принимать власть в Испании, Карл III произвёл Карафу в чин  генерал-капитана и назначил государственным советником (1759). Был награждён орденом Святого Януария.